# Cité Soleil
Cité Soleil (język kreolski haitański: Site Solèy) – miasto na Haiti, w departamencie Zachodnim.
Według danych szacunkowych na rok 2009 miejscowość liczy 241 055 mieszkańców..